# Nelabrichthys ornatus
Nelabrichthys ornatus – gatunek ryby z rodziny wargaczowatych, jedyny przedstawiciel rodzaju Nelabrichthys. 

## Występowanie
Południowo-wschodni Ocean Atlantycki i zachodni Ocean Indyjski.
Dorasta do 4 cm długości.